# Bengkulu jezik
Bengkulu jezik (ISO 639-3: bke povučen iz upotrebe; benkulan, bencoolen), nekad samostalni jezik malajske skupine, koji se dana vidu ka dijalekt centralnomalajskog jezika [pse].
Govori ga oko 55 000 ljudi (1989) na malenom području oko grada Benkulu, na zapadu južne Sumatre, Indonezija.

## Vanjske poveznice
- Ethnologue (14th)
- Ethnologue (15th)